# Jugosławia na Letnich Igrzyskach Olimpijskich 1996
Jugosławię na Letnich Igrzyskach Olimpijskich 1996 reprezentowało 68 zawodników: 59 mężczyzn i 9 kobiet.

## Zdobyte medale
| Medal  | Zawodnik | Dyscyplina  | Konkurencja                                    | Rezultat                                                                   |
| ------ | --- | ----------- | ---------------------------------------------- | -------------------------------------------------------------------------- |
| Złoto  | Aleksandra Ivošev | Strzelectwo | karabin małokalibrowy trzy pozycje 50 m kobiet | 686,1 pkt                                                                  |
| Srebro | Aleksandar Đorđević, Dejan Bodiroga, Dejan Tomašević, Milenko Topić, Miroslav Berić, Nikola Lončar, Predrag Danilović, Saša Obradović, Vlade Divac, Žarko Paspalj, Żeljko Rebrača, Zoran Savić | Koszykówka  | turniej mężczyzn                               | w finale ulegli drużynie Stanów Zjednoczonych 69:95                        |
| Brąz   | Đorđe Ðurić, Žarko Petrović, Vladimir Batez, Željko Tanasković, Dejan Brđović, Đula Mešter, Slobodan Kovač, Nikola Grbić, Vladimir Grbić, Rajko Jokanović, Goran Vujević, Andrija Gerić        | Siatkówka   | turniej mężczyzn                               | w meczu o brązowy medal pokonali zespół Rosji 3:1 (15:8, 7:15, 15:8, 15:9) |
| Brąz   | Aleksandra Ivošev | Strzelectwo | karabin pneumatyczny 10 m kobiet               | 497,2 pkt                                                                  |

## Skład kadry

### Judo
Mężczyźni
- Dragoljub Radulović - waga do 78 kg - 21. miejsce,
- Mitar Milinković - waga powyżej 95 kg - 21. miejsce,

### Kajakarstwo
Mężczyźni
- Petar Sibinkich - K-1 500 m - odpadł w repesażach,

### Koszykówka
Mężczyźni
- Aleksandar Đorđević, Dejan Bodiroga, Dejan Tomašević, Milenko Topić, Miroslav Berić, Nikola Lončar, Predrag Danilović, Saša Obradović, Vlade Divac, Žarko Paspalj, Żeljko Rebrača, Zoran Savić - 2. miejsce,

### Lekkoatletyka
Kobiety
- Marina Živković

bieg na 200 m - odpadła w eliminacjach,
bieg na 400 m - odpadła w eliminacjach,
- Suzana Ćirić - maraton - 55. miejsce,

Mężczyźni
- Borislav Dević - maraton - 49. miejsce,
- Aleksandar Raković - chód na 50 km - 11. miejsce,
- Dragutin Topić - skok wzwyż - 4. miejsce,
- Stevan Zorić - skok wzwyż - 27. miejsce,
- Andreja Marinković - skok w dal - 41. miejsce,
- Dragan Perić - pchnięcie kulą - 8. miejsce,

### Piłka wodna
Mężczyźni
- Aleksandar Šoštar, Petar Trbojević, Vaso Subotić, Predrag Zimonjić, Igor Milanović, Aleksandar Šapić, Mirko Vičević, Veljko Uskoković, Dejan Savić, Viktor Jelenić, Vlada Vujasinović, Ranko Perović, Milan Tadić - 8. miejsce,

### Pływanie
Kobiety
- Duška Radan

50 m stylem dowolnym - 45. miejsce,
100 m stylem dowolnym - 46. miejsce,
- Maja Grozdanić - 200 m stylem grzbietowym - 27. miejsce,

Mężczyźni
- Nikola Kalabić - 100 m stylem dowolnym - 53. miejsce,
- Vladan Marković

100 m stylem motylkowym - 28. miejsce,
200 m stylem motylkowym - 28. miejsce,

### Podnoszenie ciężarów
Mężczyźni
- Miodrag Kovačić - waga do 64 kg - 34. miejsce,

### Siatkówka
Mężczyźni
- Đorđe Ðurić, Žarko Petrović, Vladimir Batez, Željko Tanasković, Dejan Brđović, Đula Mešter, Slobodan Kovač, Nikola Grbić, Vladimir Grbić, Rajko Jokanović, Goran Vujević, Andrija Gerić - 3. miejsce,

### Skoki do wody
Mężczyźni
- Siniša Žugić - trampolina 3 m - 38. miejsce,
- Vukan Vuletić - wieża 10 m - 37. miejsce,

### Strzelectwo
Kobiety
- Jasna Šekarić

pistolet pneumatyczny 10 m - 4. miejsce,
pistolet sportowy 25 m - 6. miejsce,
- Marija Mladenović - pistolet pneumatyczny 10 m - 34. miejsce,
- Aleksandra Ivošev

karabin pneumatyczny 10 m - 3. miejsce,
karabin małokalibrowy trzy pozycje 50 m - 1. miejsce,
- Aranka Binder

karabin pneumatyczny 10 m - 9. miejsce
karabin małokalibrowy trzy pozycje 50 m - 22. miejsce,
Mężczyźni
- Goran Maksimović

karabin pneumatyczny 10 m - 15. miejsce,
karabin małokalibrowy trzy pozycje 50 m - 4. miejsce,
karabin małokalibrowy leżąc 50 m - 20. miejsce,
- Nemanja Mirosavljev - karabin pneumatyczny 10 m - 15. miejsce,
- Stevan Pletikosić

karabin małokalibrowy trzy pozycje 50 m - 35. miejsce,
karabin małokalibrowy leżąc 50 m - 11. miejsce,

### Szermierka
Kobiety
- Tamara Savić-Šotra - szpada indywidualnie - 36. miejsce,

### Tenis stołowy
Mężczyźni
- Slobodan Grujić - gra pojedyncza - 17. miejsce,
- Aleksandar Karakašević - gra pojedyncza - 33. miejsce,
- Ilija Lupulesku - gra pojedyncza - 33. miejsce,
- Ilija Lupulesku, Slobodan Grujić - gra podwójna - 9. miejsce,

### Zapasy
Mężczyźni
- Aleksandar Jovančević - styl klasyczny waga do 82 kg - 9. miejsce,
- Goran Kasum - styl klasyczny waga do 90 kg - 18. miejsce,